# Martyr (kanadische Band)
Martyr ist eine progressive Death-Metal-Band, die 1994 in Trois-Rivières in Québec, Kanada von François und Daniel Mongrain gegründet wurde.

## Geschichte
Martyr wurde 1994 von den Brüdern François (Gesang, Bass) und Daniel Mongrain (Gesang, Gitarre), sowie Stephane Belanger (Schlagzeug) und Pier-Luc Lampron gegründet. Im September 1995 wurde das Demo Ostrogoth veröffentlicht. Im Mai 1997 wurde das Debütalbum Hopeless Hopes aufgenommen. Nach den Aufnahmen stieß Patrice Hamelin als neuer Schlagzeuger zur Gruppe. Ende des Jahres erschien Hopeless Hopes dann als Eigenproduktion.
1999 folgte das Album Warp Zone auf einem Independent-Label. Auf dem von Pierre Rémillard produzierten Album war Gorguts-Sänger Luc Lemay als Gast zu hören. 2001 wurde ein Auftritt in Rouyn mitgeschnitten und als Livealbum mit dem Titel Extracting the Core auf dem Label Skyscraper Music veröffentlicht. 2002 stieg Martin Carbonneau als Gitarrist ein. Zwischen 2003 und 2005 nahm Martyr das Album Feeding the Abscess auf, das jedoch erst 2006 auf Galy Records, der neuen Plattenfirma von Martyr, erschien. Jean-Yves „Blacky“ Thériault von Voivod ist auf einer Coverversion seiner alten Gruppe zu hören. Gleichzeitig wurden die beiden ersten Alben remastered und wiederveröffentlicht.
2008 erschien eine DVD mit dem Titel Havoc in Quebec City.
Daniel Mongrain trat zudem auch als Gitarrist bei Capharnaum und Gorguts auf und ist seit 2008 Bandmitglied bei Voivod. Sein Bruder François Mongrain ist Bassist des Projekts Ex Deo. Er war außerdem Sessionmitglied bei Kataklysm. Patrice Hamelin ist Schlagzeuger bei Gorguts.
Nach zehnjähriger Inaktivität gab die Band am 14. Juli 2023 bekannt, die Pause am 10. November 2023 beim Trois-Rivières Metalfest zu beenden, um dort aufzutreten.

## Stil
Ihre Musik erinnert stilistisch an Bands wie Cynic und Death und ist durch anspruchsvolle Arrangements geprägt. Die Texte der Songs sind in Englisch, obwohl die Band aus einer frankophonen Provinz Kanadas stammt.

## Diskografie
- 1995: Ostrogoth (Demo)
- 1997: Hopeless Hopes
- 2000: Warp Zone
- 2001: Extracting the Core (Live)
- 2006: Feeding the Abscess
- 2008: Havoc in Quebec City (DVD)